# Campeonato Asiático de Taekwondo de 1982
El V Campeonato Asiático de Taekwondo se celebró en Ciudad de Singapur (Singapur) en 1982 bajo la organización de la Unión Asiática de Taekwondo.
En total se disputaron en este deporte diez pruebas diferentes, todas ellas en la categoría masculina.

## Resultados

### Masculino
| Evento | Oro                           | Plata                        | Bronce                                                      |
| ------ | ----------------------------- | ---------------------------- | ----------------------------------------------------------- |
| –48 kg | Choi Cheon Corea del Sur      | Wang Ching-Shan China Taipéi | Kenny Couch Australia Numchook Dangdut Tailandia            |
| –52 kg | Kwon Ki-Moon Corea del Sur    | Chin Hong-Jong China Taipéi  | Abdulá Razak Kuwait Tanad Boonsuwan Tailandia               |
| –56 kg | Kim Yong-Ki Corea del Sur     | Amnat Niemtong Tailandia     | Tony Gibb Australia Wang Chi-Ho China Taipéi                |
| –60 kg | Jang Myeong-Sam Corea del Sur | Abdulá Marzuk Catar          | Jalil Aquil Jordania Chua Bee Watt Singapur                 |
| –64 kg | Han Jae-Ku Corea del Sur      | Jeff Tamayo Filipinas        | Aw Teng Poo Singapur Yanchai Tantiratapong Tailandia        |
| –68 kg | Wu Tsung-Che China Taipéi     | Kuak Dong-Su Corea del Sur   | Abdulá Samad Jordania Lo Yong Poo Singapur                  |
| –73 kg | Oh Il-Nam Corea del Sur       | Chen Ho-Chin China Taipéi    | Tatsuo Kobayashi Japón Geoffrey Rees Australia              |
| –78 kg | Lee Dong-Jun Corea del Sur    | Michael Stahl Australia      | Nashi Marzuk Kuwait Keong Lee Yoke Malasia                  |
| –84 kg | Mun Jong-Kuk Corea del Sur    | Kamon Pensrinukun Tailandia  | Bertrand Vairaaroa Polinesia Francesa Ricky Reyes Filipinas |
| +84 kg | Jang Seong-Hwa Corea del Sur  | Amnat Possawong Tailandia    | Alan France Nueva Zelanda Aid Jither Catar                  |

## Medallero
| Núm. | País               | Oro | Plata | Bronce | Total |
| ---- | ------------------ | --- | ----- | ------ | ----- |
| 1    | Corea del Sur      | 9   | 1     | 0      | 10    |
| 2    | China Taipéi       | 1   | 3     | 1      | 5     |
| 3    | Tailandia          | 0   | 3     | 3      | 6     |
| 4    | Australia          | 0   | 1     | 3      | 4     |
| 5    | Catar              | 0   | 1     | 1      | 2     |
| 5    | Filipinas          | 0   | 1     | 1      | 2     |
| 7    | Singapur           | 0   | 0     | 3      | 3     |
| 8    | Jordania           | 0   | 0     | 2      | 2     |
| 8    | Kuwait             | 0   | 0     | 2      | 2     |
| 10   | Japón              | 0   | 0     | 1      | 1     |
| 10   | Malasia            | 0   | 0     | 1      | 1     |
| 10   | Nueva Zelanda      | 0   | 0     | 1      | 1     |
| 10   | Polinesia Francesa | 0   | 0     | 1      | 1     |
|      | TOTAL              | 10  | 10    | 20     | 40    |